# Ochropleura nivisparsa
Ochropleura nivisparsa là một loài bướm đêm trong họ Noctuidae.